# A-do-Fernando
A-do-Fernando era um lugar, por volta do ano de 1700, na actual freguesia portuguesa de Valongo do Vouga, também conhecido por Póvoa do Fernando, segundo consta das "Memórias Paroquiais de 1758".
Nos documentos históricos, este lugar surge-nos pela primeira vez na Inquirição nas Terras de Vouga, ordenada pelo Rei D. Diniz, no ano de 1282, em que um dos inquiridores foi Domingos Gonçalves, deste lugar, que na época ocupava o lugar de Tabelíão, no concelho de Vouga, conforme se descreve: " Ao muito alta e muito exaltado senor Dom Deniz pela graça de deus Rey de Portugal e de Algarve Ho nosso Juiz e nesse Tabelliõ o Domingos gõsaluit d’ A do Fernando".
Nas "Informações Paroquiais", de 1721, consta que este lugar pertenceu ao concelho de Vouga, tem uma capela de S. João Baptista, com 4 fogos e 11 pessoas.
O último casal que habitou neste lugar foi Abraão da Fonseca Vidal, casado com Adelaide das Neves Vidal, ela falecida em 22 de Outubro de 1961, com 74 anos, e ele falecido em 29 de Julho de 1967. Este lugar situava-se a Poente dos lugares da Cadaveira e Moutedo, na margem direita de Rio Marnel, numa zona de floresta.